# Au ID
au ID（エーユー アイディー）はauブランドを展開するKDDIおよび沖縄セルラー電話がスマートフォンユーザー向けに2007年9月から行っているIDサービスである。旧「au one-ID」。

## 概要
サービス開始当初は、au携帯電話契約者向けのIDサービスであったが、徐々に拡充されていき、2019年にはオープン化された。
現在はauや関連サービスの契約に関わらず「au ID」を取得できるようになっている。
au携帯電話等関連サービスの契約者は契約の確認や変更ができる。
また、auブランドを展開するKDDIおよび沖縄セルラー電話が行うサービスや提携しているサービスのIDとして利用できる。
一部のサービスはau携帯電話等契約者と、契約外の者とでは利用の可否や受けられるサービスの内容が異なる場合がある。

### 歴史
- 2007年9月27日 -  au契約者向けに「au one-ID」として登録を開始[1][2]。
現在の「au ID」は契約電話番号・Eメールアドレスまたは指定されたIDでの登録が可能だが、「au one-ID」は半角英数字4〜32文字の好きなIDを取得することができた[3]。「au one-ID」で取得したIDは2022年現在でも利用できる。
- 2010年6月1日 - au携帯電話契約者向けの決済サービス「auかんたん決済」が開始。サービスの利用には「au one-ID」の登録を必須とした[4]。
- 2012年3月1日 - スマートパスポート構想の鍵として「au ID」にリニューアル[2][5]。
- 2012年9月4日 - 「auひかり」、「auひかり ちゅら」  の契約者も「au ID」の取得が可能になった[6]。この後次々と関連サービス契約者も「au ID」の取得が可能となっていく。
- 2012年10月22日 - 加入者数が1,000万を突破[2]
- 2019年6月24日 - 「au ID」がオープン化され、一般のEメールアドレス保持者も「au ID」を取得できるようになる[7][8]。
- 2019年12月18日 - オープン化された「au ID」の登録で利用できるよう「auスマートパス」もオープン化される[9]。この前後で他のサービスもオープン化されていった。

### 登録対象
- au携帯電話やデータ通信サービス契約者
- auひかり、auひかり ちゅら契約者
- auでんき、ケーブルプラスでんき、でんきサービス、with HOMEサービス契約者[10]
- au one net （「フレッツ光、コミュファ光、WiMAX、モバイル専用、コンテンツ）契約者[10]
- J:COM PHONE プラス、J:COM PHONE ひかり契約者[10]
- UQ mobile 契約者[10]
- povo 契約者[10]
- Eメールアドレス保持者[10]

### au IDで利用できる主なサービス
- auかんたん決済
- My au
- Pontaパス（旧：auスマートパス・auスマートパスプレミアム）
- TELASA（旧：ビデオパス）
- auスマートパスプレミアムミュージック（旧：うたパス）
- ブックパス